# Dardski jeziki
Dardski jeziki (tudi Dardu ali Pisaca) so podskupina indoarijskih jezikov, ki jih kot materni jezik govorijo v severnem Pakistanu, Gilgit-Baltistanu, Hajber Pakhtunkhva, severni Indiji, Džamu in Kašmirju ter vzhodnem Afganistanu. Kašmirščina/košur je najpomembnejši dardski jezik, z izoblikovano literarno tradijcijo in uradnim priznanjem, kot enega od uradnih jezikov Indije.
Največji dardski jezik s 4,6 milijona govorcev in edini z literarno tradicijo je jezik kašmirščina, ki ga večinoma govorijo v Severni Indiji (regija Kašmir). Drugi pomembni dardski jeziki v Pakistanu so šina s 500 tisoč govorci na območju Gilgit, hovarščina (220 tisoč) v Čitralu, indska kohistanščina (220 tisoč) v Kohistanu in pašaj (110 tisoč) v pakistanski provinci Kunar.

## Območje rabe in umestitev dardijščine
Še vedno ni dokončno razjasnjeno, kateri jeziki bi morali pripadati "dardskim". Do 70. let dvajsetega stoletja so jim prištevali tudi nuristanske jezike - prej imenovane „kafiri“, kar pomeni  "jezik nevernikov". Sedaj se jezikoslovci nagibajo k obravnavi nuristanskih jezikov kot ločene tretje veje indo-iranskih, enakopravno z iransko in indo-arijsko, ter jih ne smemo več pripisovati dardskim jezikom. Položaj (preostalih) dardskih jezikov znotraj indoarijskih je še vedno sporen. Prevladuje pa mnenje, da je položaj dardskih jezikov kot neodvisne veja indoarijskih jezikov. To daje naslednjo situacijo, ki jo deli večina raziskovalcev:
- indoevropski
  - indoiraniski
    - iranski
    - nuristanski
    - indoarijski
      - dardski
      - druge veje indoarijskih

## Razvrstitev dardskih jezikov
Razvrstitev v Ethnologue je delno zastarela, razlikovanje med jezikom in narečjem pa ne ustreza novejšim rezultatom raziskav.
- dardski (23 jezikov z 6 mio govorcev)
  - kunarščina: razširjen na povodju reke  Kunar v Zahodnem Pakistanu in Vzhodnem Afganistanu
    - pašaj (110 tis. govorcev)
    - gavarbati (10 tis.)
    - dameli (5 tis.)
    - šumasti (1 tičs.)

  - čitralščina: razširjen na področju okraja Čitralske doline v zahodnem Pakistanu
    - hovarščina (čitralski) (240 tis.)
    - kalaša (5 tis.)

  - kohistanščina: razširjena v Kohistanu in na povodju Inda v severnem Pakistanu "
    - indska kohistanščina (220 tis.)
    - kalami kohistanščina (Baškarik, Garvi) (40 tis.)
    - torvali (60 tis.)
    - bateri (30 tis.)
    - kalkoti (4 tis.)
    - čiliso (3 tis.)
    - govro (200)
    - votapuri-katarkalaj (2 tis.)
    - tirahi (100)

  - šina: razširjena na podeželja  Gilgita v severnem Pakistanu
    - šina (500 tis.)
    - minaro (brokshat, brokskat, brokpa) (3 tis.)
    - ušodžo (2 tis.)
    - dumaki (500) [velja tudi za domarijsko narečje]
    - falura (dangarik) (10 tis.)
    - savi (sau) (3 tis.)

  - kašmirščina: razširjen predvsem v delu pod indijskim in tudi pakistanskem delu Kašmirja
    - kašmirščina (kešur) (6,8 mio; v Indiji 6,5 mio, in Pakistanu 100 tis.)

### Splošno
- Elena Bashir: Dardski. In: George Cardona, Dhanesh Jain (Hrsg.): Indoarijski jeziki. Routledge, London 2003.
- Omkar N. Koul: Kašmirščina. In: George Cardona, Dhanesh Jain (Hrsg.): Indoarijski jeziki.  Routledge, London 2003.
- Colin P. Masica: Indoarijski jeziki.  Cambridge University Press, Cambridge 1991.

### Sociolingvistična raziskava Severnega Pakistana
- Calvin Rensch u. a.: Jeziki Kohistana. (= Sociolingvistična raziskava Severnega Pakistana. Vol. 1). Islamabad 2002. ("Obravnava jezikov kalami, torvali, ušodžo, indski kostani, čiliso, govro in bateri".)
- Peter Backstrom u. a.: Jeziki severnih območij. (= Sociolinguistic Survey of Northern Pakistan. Vol. 2). Islamabad 2002. (Obravnava jezikov dumaki in šina.)
- Kendall Decker: Jeziki Čitrala. (=  Sociolingvistična raziskava Severnega Pakistana. Vol. 5). Islamabad 2004. (Obravnava jezikov hovar, falura, savi, kalaša, dameli in gavarbati.)

### Študije jezikov Severnega Pakistana
- Joan L. G. Baart: "Zvoki in toni kalam kohistanščine." (= Študije jezikov Severnega Pakistana. Vol. 1). Islamabad 1997.
- Carla F. Radloff u. a.: Ljudske pripovedke v Šina Gilgitu. Besedilo, slovnična analiza in komentar." (= Študije jezikov Severnega Pakistana. Vol. 2). Islamabad 1998.
- Carla F. Radloff: "Vidiki tonskega sistema šina jezika v Gilgitu." (= Študije jezikov Severnega Pakistana. Vol. 4). Islamabad 1999.
- Joan L. G. Baart: "Skica slovnice kalam kohistanščine." (= Študije jezikov Severnega Pakistana.Vol. 5). Islamabad 1999.
- Ronald L. Trail u. a:  Slovar kalaša jezika - z angleščino in urdujščino. (= Študije jezikov Severnega Pakistana.Vol. 7). Islamabad 1999.
- Daniel G. Hallberg u. a.: "Indska kohistanščina. Predhodna fonološka in morfološka analiza. " (= Študije jezikov Severnega Pakistana. Vol. 8). Islamabad 1999.
- Joan L. G. Baart u. a.: Kalam kohistanska besedila. (= Študije jezikov Severnega Pakistana.Vol. 9). Islamabad 2004.